# Scordonia nigrilinearia
Scordonia nigrilinearia är en fjärilsart som beskrevs av John Henry Leech 1897. Scordonia nigrilinearia ingår i släktet Scordonia och familjen mätare. Inga underarter finns listade.